# Cryptoperla karen
Cryptoperla karen is een steenvlieg uit de familie Peltoperlidae. De wetenschappelijke naam van de soort is voor het eerst geldig gepubliceerd in 1989 door Stark.